# Benny Carter
Bennett Lester "Benny" Carter (8. august 1907 – 12. juli 2003) var en amerikansk jazzmusiker. I den første del af sin næsten 80 år lange karriere spillede Benny Carter på flere instrumenter – ud over altsax, trompet, basun og klaver – var han en glimrende sanger. Han ledede alle slags grupper, både små og store. Han indspillede plader med Gud og hvermand i jazzen næsten uanset genre.
Selv om han havde debuteret i første halvdel af 20erne, tog han den moderne jazz til sig 20 år efter. Han skrev og arrangerede for big bands, sangere, film, TV-shows – listen er uendelig. Han har bidraget med mange melodier til jazzens repertoire – bl.a. klassikere som 'When Lights Are Low'.
Ved siden af at være en fremragende og udtryksfuld musiker, var Benny Carter en umådelig flittig og produktiv mand – afholdt af kollegerne, som tidligt gav ham tilnavet "The King". "Alle burde lytte til Benny Carters musik" sagde Miles Davis engang – "Det er som en musikalsk uddannelse".
At fortælle Benny Carters historie er næsten som at fortælle jazzens historie, og lytter man til hans pladeindspilninger, møder man en uendelig række af jazzens største navne – fra Fletcher Henderson og Coleman Hawkins over Charlie Parker til Phil Woods, Milt Jackson og Tommy Flanagan.
Han var aktiv til det sidste og døde i juli 2003, 95 år gammel.

## Diskografi

### Albums
- 1933-1934: Devil's Holiday JSP Records
- 1935-1946: Coleman Hawkins & Benny Carter In Paris Swing
- 1928-1952: Benny Carter RCA
- 1961: Further Definitions Impulse
- 1976: The King Pablo
- 1995: New York Nights Musicmasters